# Elecciones estatales de Hamburgo de 2025
Las elecciones estatales de Hamburgo de 2025 se llevaron a cabo el 2 de marzo de 2025. El Partido Socialdemócrata de Alemania se mantuvo como la primera fuerza política y el gobierno de coalición en funciones SPD-Verdes retuvo su mayoría.

## Antecedentes
En 2020, el SPD fue la primera fuerza, perdiendo cuatro escaños, pero por delante de los Verdes por un amplio margen. Los Verdes casi duplicaron su votación. La CDU logró su peor resultado en una elección general de Hamburgo, con un 11,2 por ciento, mientras que La Izquierda obtuvo el 9,1 por ciento, su mejor resultado. La AfD reingresó al Parlamento con el 5,3 por ciento de los votos.
El FDP, por otro lado, se quedó justo por debajo del obstáculo del cinco por ciento con un 4,96 por ciento y no entró en el parlamento por primera vez desde 2008. Sin embargo, debido a un mandato directo de su principal candidata, Anna-Elisabeth von Treuenfels-Frowein, en la circunscripción de Blankenese, el FDP estuvo representado por un miembro no adjunto del parlamento. Otro miembro, Sami Musa, se unió en enero de 2022, elevando el número de escaños del FDP a dos, después de dejar el SPD en septiembre de 2021. El partido se redujo a un solo escaño cuando von Treuenfels-Frowein desertó a la CDU en 2024.
Tras las elecciones, el SPD y Los Verdes renovaron su coalición de gobierno, formando el Segundo Senado bajo el liderazgo de Peter Tschentscher.

## Sistema electoral
Los 121 diputados son elegidos de acuerdo con la ley electoral vigente desde 2013. 71 diputados se eligen directamente en los 17 distritos electorales múltiples (3–5 escaños) a través de listas abiertas de distrito, mientras que los 50 restantes son electos a través de listas abiertas de partidos.
Cada votante tiene un total de diez votos, cinco votos para los candidatos directos en el distrito electoral y cinco votos  para los candidatos en las listas estatales o para las listas estatales en su totalidad. Los cinco votos se pueden acumular para una persona o lista de partido, o distribuirse entre varias opciones (panachage).

## Partidos participantes
Las listas estatales (partidos y asociaciones de votantes) debieron presentarse antes del 24 de diciembre de 2024 en la oficina electoral estatal. Los partidos o grupos de votantes que no han estado representados en el Bundestag o en un parlamento estatal desde las últimas elecciones debieron presentar 1000 firmas de apoyo para la lista estatal, así como 100 firmas de apoyo por lista de circunscripción para su admisión.
16 partidos y asociaciones de votantes fueron admitidos a las elecciones:

#### Formaciones que lograron representación en las anteriores elecciones
| Partido(s) | Partido(s) | Partido(s)                            | Ideología              | Posición        | Cabeza/s de Lista  | Escaños en el Parlamento |
| ---------- | ---------- | ------------------------------------- | ---------------------- | --------------- | ------------------ | ------------------------ |
|            | SPD        | Partido Socialdemócrata de Alemania   | Socialdemocracia       | Centroizquierda | Peter Tschentscher | 54/123                   |
|            | Grüne      | Alianza 90/Los Verdes                 | Política verde         | Centroizquierda | Katharina Fegebank | 33/123                   |
|            | CDU        | Unión Demócrata Cristiana de Alemania | Democracia cristiana   | Centroderecha   | Dennis Thering     | 16/123                   |
|            | Linke      | La Izquierda                          | Socialismo democrático | Izquierda       | Cansu Özdemir      | 10/123                   |
|            | AfD        | Alternativa para Alemania             | Populismo de derecha   | Extrema derecha | Dirk Nockemann     | 6/123                    |
|            | FDP        | Partido Democrático Libre             | Liberalismo clásico    | Centroderecha   | Katarina Blume     | 1/123                    |

#### Formaciones que no lograron representación en las anteriores elecciones
| Candidatura | Candidatura | Líder               | Ideología                | Posición        |
| ----------- | --- | ------------------- | ------------------------ | --------------- |
|             | Alianza Sahra Wagenknecht-Por la Razón y la Justicia (BSW)                                                                                   | Jochen Brack        | Populismo de izquierda   | Izquierda       |
|             | Alianza Alemania (BD) | Kevin Lücke         | Conservadurismo          | Centroderecha   |
|             | Votantes Libres (FW) | Dominik Tobaben     | Localismo                | Centroderecha   |
|             | Partido Ser Humano, Medio Ambiente y Protección de los Animales (Tierschutzpartei)                                                           | Kirill Tarasov      | Derechos de los animales | Centroizquierda |
|             | La Elección de la Paz y la Justicia Social (DieWahl – WFG)                                                                                   | Martin Dolzer       | Populismo de izquierda   | Izquierda       |
|             | Partido por el Trabajo, Estado de Derecho, Protección de los Animales, Fomento de las Elites e Iniciativas Democráticas de Base (Die PARTEI) | Marc von Beichmann  | Sátira política          | Centro radical  |
|             | Alianza Democrática para la Diversidad y el Despertar (DAVA-Hamburg)                                                                         | Mustafa Yoldaş      | Islam politico           | Derecha         |
|             | Volt Alemania (Volt) | Patrick Fischer     | Federalismo europeo      | Centro          |
|             | Partido Ecológico-Democrático (ÖDP) | Hannes Lincke       | Conservadurismo verde    | Centroderecha   |
|             | Partido Nacionaldemocrata de Alemania - Asociación Estatal de Hamburgo (NPD)                                                                 | Lennart Schwarzbach | Neonazismo               | Extrema derecha |

Por razones formales, el Partido Pirata de Alemania, MERA25 y Mas Libertad Hamburgo no fueron admitidos, siendo este último una escisión de Alianza Alemania.

## Encuestas
Encuesta realizada/publicada a "boca de urna".
| Encuestadora              | Fecha               | Muestra | SPD                       | Grünen     | Union | Linke | AfD  | FDP  | BSW  | Otros | Diferencia |     |     |     |     |      |
| ------------------------- | ------------------- | ------- | ------------------------- | ---------- | ----- | ----- | ---- | ---- | ---- | ----- | ---------- | --- | --- | --- | --- | ---- |
| Encuestadora              | Fecha               | Muestra | Elecciones estatales 2025 | 2 Mar 2025 | –     | 33.5  | 18.5 | 19.8 | 11.2 | Otros | Diferencia | 7.5 | 2.3 | 1.8 | 5.4 | 13.7 |
| ARD                       | 2 Mar 2025          | –       | 33.5                      | 17.5       | 19.5  | 11.5  | 8.5  | –    | –    | 9.5   | 14         |     |     |     |     |      |
| Forschungsgruppe Wahlen   | 2 Mar 2025          | –       | 34.5                      | 20.0       | 20.0  | 11.5  | 7.0  | –    | –    | 7     | 14.5       |     |     |     |     |      |
| Forschungsgruppe Wahlen   | 26–27 Feb 2025      | 1,046   | 33                        | 17         | 18    | 12    | 9    | –    | –    | 11    | 15         |     |     |     |     |      |
| INSA                      | 24–26 Feb 2025      | 1,000   | 32                        | 16         | 17    | 13    | 11   | 3    | 3    | 5     | 15         |     |     |     |     |      |
| Elecciones federales 2025 | 23 Feb 2025         | –       | 22.7                      | 19.3       | 20.7  | 14.4  | 10.9 | 4.5  | 4.0  | 3.5   | 2.0        |     |     |     |     |      |
| Infratest dimap           | 17–19 Feb 2025      | 1,308   | 32                        | 18         | 17    | 10    | 10   | 3    | 3    | 7     | 14         |     |     |     |     |      |
| Forschungsgruppe Wahlen   | 10–13 Feb 2025      | 1,055   | 32                        | 19         | 18    | 9     | 9    | 3    | 3    | 7     | 13         |     |     |     |     |      |
| Infratest dimap           | 29 Ene – 3 Feb 2025 | 1,164   | 31                        | 20         | 18    | 8     | 9    | 3    | 3    | 8     | 11         |     |     |     |     |      |
| Trend Research Hamburg    | 16–20 Ene 2025      | 890     | 34                        | 20         | 16    | 6     | 11   | 3    | 3    | 7     | 14         |     |     |     |     |      |
| Infratest dimap           | 9–13 Ene 2025       | 1,159   | 31                        | 22         | 17    | 5     | 9    | 4    | 4    | 8     | 9          |     |     |     |     |      |
| Trend Research Hamburg    | 5–10 Dic 2024       | 886     | 32                        | 20         | 17    | 7     | 10   | 4    | 3    | 7     | 12         |     |     |     |     |      |
| Infratest dimap           | 20–25 Nov 2024      | 1,177   | 30                        | 21         | 19    | 6     | 9    | 3    | 4    | 7     | 9          |     |     |     |     |      |
| Forsa                     | 24–28 Oct 2024      | 1,017   | 30                        | 21         | 21    | 5     | 8    | 4    | 4    | 7     | 11         |     |     |     |     |      |
| Elecciones europeas 2024  | 9 Jun 2024          | –       | 18.8                      | 21.1       | 18.5  | 5.1   | 8.0  | 7.0  | 4.9  | 16.5  | 2.3        |     |     |     |     |      |
| Wahlkreisprognose         | 15–25 Abr 2024      | 1,304   | 32                        | 21.5       | 18    | 6     | 8.5  | 3.5  | 2    | 8.5   | 10.5       |     |     |     |     |      |
| Infratest dimap           | 1–5 Feb 2024        | 1,164   | 30                        | 21         | 20    | 7     | 9    | 5    | –    | 8     | 9          |     |     |     |     |      |
| Trend Research Hamburg    | 17–24 Oct 2023      | 1,068   | 31                        | 19         | 18    | 10    | 14   | 4    | –    | 4     | 12         |     |     |     |     |      |
| Wahlkreisprognose         | 24 Sep–2 Oct 2023   | 1,000   | 24.5                      | 21.5       | 21    | 8.5   | 13   | 3    | –    | 8.5   | 3          |     |     |     |     |      |
| Civey                     | 26 Sep–24 Oct 2022  | 1,000   | 29                        | 30         | 20    | 5     | 5    | 4    | –    | 7.0   | 1          |     |     |     |     |      |
| Wahlkreisprognose         | 9–16 Sep 2022       | 950     | 32                        | 27         | 15    | 8     | 7    | 6    | –    | 5     | 5          |     |     |     |     |      |
| Wahlkreisprognose         | 24–29 Ene 2022      | 1,000   | 40                        | 26.5       | 10    | 6     | 5    | 7    | –    | 5.5   | 13.5       |     |     |     |     |      |
| Elecciones federales 2021 | 26 Sep 2021         | –       | 29.7                      | 24.9       | 15.4  | 6.7   | 5.0  | 11.4 | –    | 6.9   | 4.8        |     |     |     |     |      |
| pmg – policy matters      | 2–11 Jun 2020       | 1,020   | 37                        | 23         | 13    | 10    | 6    | 5    | –    | 4     | 14         |     |     |     |     |      |
| Elecciones estatales 2020 | 23 Feb 2020         | –       | 39.2                      | 24.2       | 11.2  | 9.1   | 5.3  | 4.9  | –    | 6.1   | 15.0       |     |     |     |     |      |

## Resultados

### Estatales
|  | 30.75 % |

|  | 33.52 % |

|  | 21.90 % |

|  | 19.81 % |

|  | 19.35 % |

|  | 18.46 % |

|  | 12.95 % |

|  | 11.17 % |

|  | 6.79 % |

|  | 7.54 % |

|  | 4.36 % |

|  | 3.24 % |

|  | 3.00 % |

|  | 2.30 % |

|  | 1.76 % |

|  | 00.31 % |

|  | 0.58 % |

|  | 0.57 % |

|  | 0.36 % |

|  | 00.27 % |

|  | 0.28 % |

|  | 0.23 % |

|  | 0.17 % |

|  | 0.15 % |

|  | 0.07 % |

|  | 0.04 % |

|  | 0.00 % |

|  | 0.10 % |

|  | 99.69 % |

|  | 99.61 % |

|  | 0.31 % |

|  | 0.39 % |

|  | 100.00 % |

|  | 100.00 % |

|  | 67.7 % |

|  | 67.7 % |

### Distritos
| Miembros salientes y electos del Parlamento de Hamburgo | Miembros salientes y electos del Parlamento de Hamburgo | Miembros salientes y electos del Parlamento de Hamburgo | Miembros salientes y electos del Parlamento de Hamburgo | Miembros salientes y electos del Parlamento de Hamburgo | Miembros salientes y electos del Parlamento de Hamburgo | Miembros salientes y electos del Parlamento de Hamburgo |
| Distrito                                                | Distrito Electoral                                      | Distrito Electoral                                      | Miembro saliente                                        | Miembro saliente                                        | Miembro electo                                          | Miembro electo                                          |
| ------------------------------------------------------- | ------------------------------------------------------- | ------------------------------------------------------- | ------------------------------------------------------- | ------------------------------------------------------- | ------------------------------------------------------- | ------------------------------------------------------- |
| Hamburg-Mitte                                           | 1                                                       | Hamburg-Mitte                                           |                                                         | Farid Müller                                            | Stefanie Blaschka                                       |                                                         |
| Hamburg-Mitte                                           | 1                                                       | Hamburg-Mitte                                           |                                                         | Arne Platzbecker                                        | Julia Barth-Dworzyński                                  |                                                         |
| Hamburg-Mitte                                           | 1                                                       | Hamburg-Mitte                                           |                                                         | Hansjörg Schmidt                                        | Hansjörg Schmidt                                        |                                                         |
| Hamburg-Mitte                                           | 1                                                       | Hamburg-Mitte                                           |                                                         | Heike Sudmann                                           | David Stoop                                             |                                                         |
| Hamburg-Mitte                                           | 1                                                       | Hamburg-Mitte                                           |                                                         | Lena Zagst                                              | Lena Zagst                                              |                                                         |
| Hamburg-Mitte                                           | 2                                                       | Billstedt – Wilhelmsburg – Finkenwerder                 |                                                         | David Erkalp                                            | David Erkalp                                            |                                                         |
| Hamburg-Mitte                                           | 2                                                       | Billstedt – Wilhelmsburg – Finkenwerder                 |                                                         | Annkathrin Kammeyer                                     | Baris Önes                                              |                                                         |
| Hamburg-Mitte                                           | 2                                                       | Billstedt – Wilhelmsburg – Finkenwerder                 |                                                         | Jörg Mehldau                                            | Michael Weinreich                                       |                                                         |
| Hamburg-Mitte                                           | 2                                                       | Billstedt – Wilhelmsburg – Finkenwerder                 |                                                         | Mehmet Yıldız                                           | Kay Jäger                                               |                                                         |
| Hamburg-Mitte                                           | 2                                                       | Billstedt – Wilhelmsburg – Finkenwerder                 | Vacante                                                 | Vacante                                                 | Benjamin Mennerich                                      |                                                         |
| Altona                                                  | 3                                                       | Altona                                                  |                                                         | Gabriele Dobusch                                        | Mithat Çapar                                            |                                                         |
| Altona                                                  | 3                                                       | Altona                                                  |                                                         | Mareike Engels                                          | Mareike Engels                                          |                                                         |
| Altona                                                  | 3                                                       | Altona                                                  |                                                         | Andreas Grutzeck                                        | Andreas Grutzeck                                        |                                                         |
| Altona                                                  | 3                                                       | Altona                                                  |                                                         | Norbert Hackbusch                                       | Heike Sudmann                                           |                                                         |
| Altona                                                  | 3                                                       | Altona                                                  |                                                         | Charlotte Stoffel                                       | Anjes Tjarks                                            |                                                         |
| Altona                                                  | 4                                                       | Blankenese                                              |                                                         | Phyliss Demirel                                         | Phyliss Demirel                                         |                                                         |
| Altona                                                  | 4                                                       | Blankenese                                              |                                                         | Anke Frieling                                           | Anke Frieling                                           |                                                         |
| Altona                                                  | 4                                                       | Blankenese                                              |                                                         | Frank Schmitt                                           | Frank Schmitt                                           |                                                         |
| Altona                                                  | 4                                                       | Blankenese                                              |                                                         | Philine Sturzenbecher                                   | Philine Sturzenbecher                                   |                                                         |
| Altona                                                  | 4                                                       | Blankenese                                              |                                                         | Anna-Elisabeth von Treuenfels-Frowein                   | Antje Müller-Möller                                     |                                                         |
| Eimsbüttel                                              | 5                                                       | Rotherbaum – Harvestehude – Eimsbüttel-Ost              |                                                         | Carola Ensslen                                          | Anna Gallina                                            |                                                         |
| Eimsbüttel                                              | 5                                                       | Rotherbaum – Harvestehude – Eimsbüttel-Ost              |                                                         | Olaf Steinbiß                                           | Olaf Steinbiß                                           |                                                         |
| Eimsbüttel                                              | 5                                                       | Rotherbaum – Harvestehude – Eimsbüttel-Ost              | Vacante                                                 | Vacante                                                 | Sascha Greshake                                         |                                                         |
| Eimsbüttel                                              | 6                                                       | Stellingen – Eimsbüttel-West                            |                                                         | Martina Koeppen                                         | Martina Koeppen                                         |                                                         |
| Eimsbüttel                                              | 6                                                       | Stellingen – Eimsbüttel-West                            |                                                         | Insa Tietjen                                            | Jan Libbertz                                            |                                                         |
| Eimsbüttel                                              | 6                                                       | Stellingen – Eimsbüttel-West                            | Vacante                                                 | Vacante                                                 | Kathrin Warnecke                                        |                                                         |
| Eimsbüttel                                              | 7                                                       | Lokstedt – Niendorf – Schnelsen                         |                                                         | Sabine Jansen                                           | Koorosh Armi                                            |                                                         |
| Eimsbüttel                                              | 7                                                       | Lokstedt – Niendorf – Schnelsen                         |                                                         | Lisa Kern                                               | Lisa Kern                                               |                                                         |
| Eimsbüttel                                              | 7                                                       | Lokstedt – Niendorf – Schnelsen                         |                                                         | Marc Schemmel                                           | Marc Schemmel                                           |                                                         |
| Eimsbüttel                                              | 7                                                       | Lokstedt – Niendorf – Schnelsen                         |                                                         | Silke Seif                                              | Silke Seif                                              |                                                         |
| Hamburg-Nord                                            | 8                                                       | Eppendorf – Winterhude                                  |                                                         | Sina Imhof                                              | Sina Imhof                                              |                                                         |
| Hamburg-Nord                                            | 8                                                       | Eppendorf – Winterhude                                  |                                                         | Andrea Nunne                                            | Marco Hosemann                                          |                                                         |
| Hamburg-Nord                                            | 8                                                       | Eppendorf – Winterhude                                  |                                                         | Dagmar Wiedemann                                        | Lena Otto                                               |                                                         |
| Hamburg-Nord                                            | 8                                                       | Eppendorf – Winterhude                                  |                                                         | Götz Wiese                                              | Götz Wiese                                              |                                                         |
| Hamburg-Nord                                            | 9                                                       | Barmbek – Uhlenhorst – Dulsberg                         |                                                         | Deniz Çelik                                             | Deniz Çelik                                             |                                                         |
| Hamburg-Nord                                            | 9                                                       | Barmbek – Uhlenhorst – Dulsberg                         |                                                         | Alske Freter                                            | Simone Dornia                                           |                                                         |
| Hamburg-Nord                                            | 9                                                       | Barmbek – Uhlenhorst – Dulsberg                         |                                                         | Stephan Gamm                                            | Julian Herrmann                                         |                                                         |
| Hamburg-Nord                                            | 9                                                       | Barmbek – Uhlenhorst – Dulsberg                         |                                                         | Sarah Timmann                                           | Sarah Timmann                                           |                                                         |
| Hamburg-Nord                                            | 9                                                       | Barmbek – Uhlenhorst – Dulsberg                         |                                                         | Sven Tode                                               | Kemir Čolić                                             |                                                         |
| Hamburg-Nord                                            | 10                                                      | Fuhlsbüttel – Alsterdorf – Langenhorn                   |                                                         | Clarissa Herbst                                         | Clarissa Herbst                                         |                                                         |
| Hamburg-Nord                                            | 10                                                      | Fuhlsbüttel – Alsterdorf – Langenhorn                   |                                                         | Gulfam Malik                                            | Gulfam Malik                                            |                                                         |
| Hamburg-Nord                                            | 10                                                      | Fuhlsbüttel – Alsterdorf – Langenhorn                   |                                                         | Richard Seelmaecker                                     | Richard Seelmaecker                                     |                                                         |
| Hamburg-Nord                                            | 10                                                      | Fuhlsbüttel – Alsterdorf – Langenhorn                   |                                                         | Ulrike Sparr                                            | Katharina Fegebank                                      |                                                         |
| Wandsbek                                                | 11                                                      | Wandsbek                                                |                                                         | Cem Berk                                                | Cem Berk                                                |                                                         |
| Wandsbek                                                | 11                                                      | Wandsbek                                                |                                                         | Rosa Domm                                               | Rosa Domm                                               |                                                         |
| Wandsbek                                                | 11                                                      | Wandsbek                                                |                                                         | Uwe Lohmann                                             | Karolin Küper                                           |                                                         |
| Wandsbek                                                | 11                                                      | Wandsbek                                                |                                                         | Ralf Niedmers                                           | Ralf Niedmers                                           |                                                         |
| Wandsbek                                                | 12                                                      | Bramfeld – Farmsen-Berne                                |                                                         | Regina-Elisabeth Jäck                                   | Regina-Elisabeth Jäck                                   |                                                         |
| Wandsbek                                                | 12                                                      | Bramfeld – Farmsen-Berne                                |                                                         | Sandro Kappe                                            | Sandro Kappe                                            |                                                         |
| Wandsbek                                                | 12                                                      | Bramfeld – Farmsen-Berne                                |                                                         | Dennis Paustian-Döscher                                 | Nadine Tjarks                                           |                                                         |
| Wandsbek                                                | 12                                                      | Bramfeld – Farmsen-Berne                                |                                                         | Lars Pochnicht                                          | Tom Hinzmann                                            |                                                         |
| Wandsbek                                                | 13                                                      | Alstertal – Walddörfer                                  |                                                         | Maryam Blumenthal                                       | Maryam Blumenthal                                       |                                                         |
| Wandsbek                                                | 13                                                      | Alstertal – Walddörfer                                  |                                                         | Thilo Kleibauer                                         | Thilo Kleibauer                                         |                                                         |
| Wandsbek                                                | 13                                                      | Alstertal – Walddörfer                                  |                                                         | Kirsten Martens                                         | Andreas Dressel                                         |                                                         |
| Wandsbek                                                | 13                                                      | Alstertal – Walddörfer                                  |                                                         | Tim Stoberock                                           | Anja Quast                                              |                                                         |
| Wandsbek                                                | 13                                                      | Alstertal – Walddörfer                                  |                                                         | Dennis Thering                                          | Dennis Thering                                          |                                                         |
| Wandsbek                                                | 14                                                      | Rahlstedt                                               |                                                         | Ole Thorben Buschhüter                                  | Ole Thorben Buschhüter                                  |                                                         |
| Wandsbek                                                | 14                                                      | Rahlstedt                                               |                                                         | Eckard Graage                                           | Markus Kranig                                           |                                                         |
| Wandsbek                                                | 14                                                      | Rahlstedt                                               |                                                         | Astrid Hennies                                          | Astrid Hennies                                          |                                                         |
| Wandsbek                                                | 14                                                      | Rahlstedt                                               |                                                         | Christa Möller-Metzger                                  | Marco Schulz                                            |                                                         |
| Bergedorf                                               | 15                                                      | Bergedorf                                               |                                                         | Dennis Gladiator                                        | Dennis Gladiator                                        |                                                         |
| Bergedorf                                               | 15                                                      | Bergedorf                                               |                                                         | Nils Hansen                                             | Nils Hansen                                             |                                                         |
| Bergedorf                                               | 15                                                      | Bergedorf                                               |                                                         | Jennifer Jasberg                                        | Jennifer Jasberg                                        |                                                         |
| Bergedorf                                               | 15                                                      | Bergedorf                                               |                                                         | Stephan Jersch                                          | Dirk Nockemann                                          |                                                         |
| Bergedorf                                               | 15                                                      | Bergedorf                                               |                                                         | Christel Oldenburg                                      | Simone Gündüz                                           |                                                         |
| Harburg                                                 | 16                                                      | Harburg                                                 |                                                         | Britta Herrmann                                         | Xenija Melnik                                           |                                                         |
| Harburg                                                 | 16                                                      | Harburg                                                 |                                                         | Sören Schumacher                                        | Sören Schumacher                                        |                                                         |
| Harburg                                                 | 16                                                      | Harburg                                                 |                                                         | Birgit Stöver                                           | Birgit Stöver                                           |                                                         |
| Harburg                                                 | 17                                                      | Süderelbe                                               |                                                         | Matthias Czech                                          | Matthias Czech                                          |                                                         |
| Harburg                                                 | 17                                                      | Süderelbe                                               |                                                         | Gudrun Schittek                                         | Gudrun Schittek                                         |                                                         |
| Harburg                                                 | 17                                                      | Süderelbe                                               |                                                         | André Trepoll                                           | André Trepoll                                           |                                                         |

### Por grupos sociales
| Demografía                 | SPD  | CDU  | Grüne | Linke | AfD  | Volt | FDP | BSW |
| -------------------------- | ---- | ---- | ----- | ----- | ---- | ---- | --- | --- |
| Demografía                 |      |      |       |       |      |      |     |     |
|                            |      |      |       |       |      |      |     |     |
| Voto total                 | 33.5 | 19.8 | 18.5  | 11.2  | 7.5  | 3.3  | 2.3 | 1.8 |
| Edad                       |      |      |       |       |      |      |     |     |
| 16-24                      | 27.0 | 11.0 | 15.0  | 25.0  | 7.0  | 4.0  | 4.0 | 2.0 |
| 25-34                      | 25.0 | 11.0 | 24.0  | 21.0  | 6.0  | 5.0  | 3.0 | 2.0 |
| 35-44                      | 29.0 | 16.0 | 23.0  | 12.0  | 9.0  | 5.0  | 2.0 | 2.0 |
| 45-59                      | 34.0 | 24.0 | 18.0  | 7.0   | 10.0 | 2.0  | 2.0 | 2.0 |
| 60-69                      | 41.0 | 24.0 | 13.0  | 6.0   | 9.0  | 1.0  | 2.0 | 2.0 |
| 70+                        | 47.0 | 29.0 | 9.0   | 5.0   | 5.0  | 1.0  | 2.0 | 1.0 |
| Sexo                       |      |      |       |       |      |      |     |     |
| Mujeres                    | 35.0 | 18.0 | 20.0  | 12.0  | 7.0  | 3.0  | 2.0 | 2.0 |
| Hombres                    | 32.0 | 21.0 | 16.0  | 10.0  | 10.0 | 3.0  | 3.0 | 2.0 |
| Educación                  |      |      |       |       |      |      |     |     |
| Baja                       | 44.0 | 20.0 | 5.0   | 7.0   | 16.0 | 1.0  | 2.0 | 1.0 |
| Media                      | 38.0 | 22.0 | 9.0   | 10.0  | 13.0 | 2.0  | 2.0 | 3.0 |
| Alta                       | 31.0 | 19.0 | 23.0  | 13.0  | 6.0  | 3.0  | 3.0 | 2.0 |
| Clasificación sociolaboral |      |      |       |       |      |      |     |     |
| Trabajador                 | 31.0 | 17.0 | 12.0  | 11.0  | 16.0 | 3.0  | 2.0 | 4.0 |
| Empleado                   | 33.0 | 18.0 | 20.0  | 11.0  | 7.0  | 4.0  | 2.0 | 2.0 |
| Autónomo                   | 24.0 | 26.0 | 20.0  | 9.0   | 12.0 | 2.0  | 3.0 | 2.0 |
| Pensionista                | 46.0 | 25.0 | 8.0   | 6.0   | 11.0 | 1.0  | 2.0 | 1.0 |
| Situación económica        |      |      |       |       |      |      |     |     |
| Buena                      | 35.0 | 20.0 | 19.0  | 10.0  | 7.0  | 3.0  | 3.0 | 2.0 |
| Mala                       | 24.0 | 15.0 | 11.0  | 21.0  | 18.0 | 2.0  | 1.0 | 5.0 |
| Fuente: SPIEGEL            |      |      |       |       |      |      |     |     |

## Cargos electos

### Miembros del Parlamento
| Elecciones estatales de Hamburgo de 2025 Miembros electos del Parlamento de Hamburgo |                                                     | | |
| Candidatura                                                                          | Candidatura                                         | Lista estatal | Mandato directo |
|                                                                                      | Partido Socialdemócrata de Alemania (45 miembros)   | 1. Tschentscher, Peter 2. Hennig, Jessica 3. Bekeris, Ksenija 4. Vértes-Schütter, Isabella 5. Mohrenberg, Alexander 6. Özdemir, Oktay 7. Platten, Sören 8. Chuda, Indira 9. Kazanci, Ali 10. Ashuftah, Mehria 11. Ilkhanipour, Danial 12. Appiah, Irene 13. Loss, Claudia 14. Timmermann, Juliane 15. Pein, Milan 16. Leonhard, Melanie 17. Kienscherf, Dirk 18. Veit, Carola | 1. Czech, Matthias 2. Schumacher, Sören 3. Gündüz, Simone 4. Hansen, Nils 5. Hennies, Astrid 6. Buschhüter, Ole Thorben 7. Quast, Anja 8. Dressel, Andreas 9. Hinzmann, Tom 10. Jäck, Regina-Elisabeth 11. Berk, Cem 12. Malik, Gulfam 13. Herbst, Clarissa 14. Čolić, Kemir 15. Timmann, Sarah 16. Otto, Lena 17. Armi, Koorosh 18. Schemmel, Marc 19. Koeppen, Martina 20. Steinbiß, Olaf 21. Schmitt, Frank 22. Sturzenbecher, Philine 23. Çapar, Mithat 24. Weinreich, Michael 25. Önes, Baris 26. Barth-Dworzyński, Julia 27. Schmidt, Hansjörg |
|                                                                                      | Unión Demócrata Cristiana de Alemania (26 miembros) | 1. Tunići, Nikola 2. Becken, Michael 3. Steffens, Kaja 4. Bereuter, Stefan 5. Wersich, Dietrich 6. Christ, Christin 7. Heißner, Philipp 8. von Treuenfels-Frowein, Anna-Elisabeth | 1. Trepoll, Andre 2. Stöver, Birgit 3. Gladiator, Dennis 4. Kranig, Markus 5. Kleibauer, Thilo 6. Thering, Dennis 7. Kappe, Sandro 8. Niedmers, Ralf 9. Seelmäcker, Richard 10. Herrmann, Julian 11. Wiese, Götz Tobias 12. Seif, Silke 13. Greshake, Sascha 14. Müller-Möller, Antje 15. Frieling, Anke 16. Grutzeck, Andreas 17. Erkalp, David 18. Blaschka, Stefanie |
|                                                                                      | Alianza 90/Los Verdes (25 miembros)                 | 1. Nerlich, Melanie 2. Freter, Alske Rebekka 3. Block, Miriam 4. Storm, Selina 5. Otte, Lisa Maria 6. Botzenhart, Eva-Maria 7. Gögge, René 8. Paustian-Döscher, Dennis 9. Gwosdz, Michael 10. Alam, Leon Dewan 11. Lorenzen, Dominik | 1. Schittek, Gudrun 2. Jasberg, Jennifer 3. Blumenthal, Maryam 4. Domm, Rosa 5. Fegebank, Katharina 6. Dornia, Simone 7. Imhof, Sina 8. Kern, Lisa 9. Warnecke, Kathrin 10. Gallina, Anna 11. Demirel, Phyliss 12. Engels, Mareike 13. Tjarks, Anjes 14. Zagst, Lena Elleander |
|                                                                                      | La Izquierda (15 miembros)                          | 1. Özdemir, Cansu 2. Kleinert, Marie 3. Latifi, Hila 4. Ensslen, Carola 5. Fritzsche, Olga 6. Ritter, Sabine | 1. Melnik, Xenija 2. Tjarks, Nadine 3. Küper, Karolin 4. Celik, Deniz 5. Hosemann, Marco 6. Libbertz, Jan 7. Sudmann, Heike 8. Jäger, Kay 9. Stoop, David |
|                                                                                      | Alternativa para Alemania (10 miembros)             | 1. Körner, Joachim 2. Heitmann, Peggy 3. Walczak, Krzysztof 4. Hebel, Antje 5. Seiler, Eugen 6. Reich, Thomas 7. Wolf, Alexander | 1. Nockemann, Dirk 2. Schulz, Marco 3. Mennerich, Benjamin |

## Formación de gobierno
La junta estatal del SPD decidió el 3 de marzo mantener primero conversaciones exploratorias con los Verdes y luego con la CDU. El objetivo es concluir las negociaciones de coalición a finales de abril. Con respecto a los Verdes, Tschentscher mencionó cuestiones de seguridad interior y política migratoria, que también deberían aclararse en relación con el comportamiento futuro en el Consejo Federal. Se mostró escéptico sobre la CDU debido a los incidentes a nivel federal antes de las elecciones al Bundestag. El copresidente del grupo parlamentario de los Verdes, Dominik Lorenzen, anunció que los Verdes no renunciarán a ninguno de sus puestos en el Senado. Sin embargo, están dispuestos a comprometerse en cuestiones elementales.
Una primera conversación exploratoria entre los líderes de los partidos, los principales candidatos y los líderes de los grupos parlamentarios del SPD y los Verdes tuvo lugar el 7 de marzo.